# La Chaussaire
La Chaussaire är en kommun i departementet Maine-et-Loire i regionen Pays de la Loire i nordvästra Frankrike. Kommunen ligger i kantonen Montrevault som tillhör arrondissementet Cholet. År 2018 hade La Chaussaire 845 invånare.

## Befolkningsutveckling
Antalet invånare i kommunen La Chaussaire
| Referens: INSEE |